# ロジャー・ジョセフ・マニング・ジュニア
ロジャー・ジョセフ・マニング・ジュニア（Roger Joseph Manning Jr., 1966年5月27日 - ）は、シンガーソングライター、キーボード奏者。ロサンゼルス在住。
ジェリーフィッシュ、インペリアル・ドラッグ、ムーグ・クックブック、ティーヴィー・アイズ、変名プロジェクトのマリブ等で活動し、2006年にはポニー・キャニオンから初のソロ・アルバム『ソリッド・ステイト・ウォーリアー』を発表。
他アーティストのサポート・ワークも活発で、数年間にわたりベックのバック・バンドでキーボード奏者をつとめたほか、多彩なアーティストの作品にキーボード、コーラス、リミックスなどで参加している。リミキサーとして活動するときに使用する「マリブ」という名称はベックが命名。
ヴィンテージ・キーボードのコレクターとしても知られ、特にキッチュなアナログ・シンセサイザーを多数所有している。
ロジャー・マニング（Roger Manning）の名でキャリアをスタートしたが、NYを拠点とする同姓同名のアンチフォーク・シンガーRoger Manningとの混同を避けるため、後にロジャー・ジョセフ・マニング・ジュニア（Roger Joseph Manning Jr.）と改称。

## 主な経歴
- 1988年、ハイスクール時代の友人アンディ・スターマーの誘いでビートニク・ビーチに参加。アルバム「Beatnik Beatch」の収録曲のうち、4曲でキーボードを演奏。
- アンディとジェリーフィッシュを結成し、1990年に『Bellybutton』でデビュー。1993年には、セカンドアルバム『Spilt Milk』をリリースし来日公演も行うが、ツアー終了後の1994年に解散。
- 1994年、ジェリーフィッシュの2代目ギタリストをつとめたエリック・ドーヴァーと、グラマラス＆ヘヴィーなパワー・ポップバンドインペリアル・ドラッグを結成。それと並行して、メロトロンやモーグ・シンセサイザーのコレクターとしても知られるブラインアン・キーヒューと組んだ、エレクトロ・インストゥルメンタル・ポップ・ユニットムーグ・クックブックでも活動をスタート。1996年にはオープニングアクトがムーグ・クックブックで、メインアクトがインペリアル・ドラッグという組み合わせで来日公演も行う。
- 1997年より、ベックのバンドメンバーに。『ミューテイションズ』から『グエロ』まで4枚のアルバム制作と、いくつかのツアーに参加。1998年のフジ・ロック・フェスティバル、1999年の来日公演には、ベック・バンドの一員として同行している。
- 1998年、フランスのエレクトロ・デュオAIRのツアーにキーボードプレイヤーとして同行。シングルのリミックスやアルバム制作にも関わる。
- 2000年、架空のB級SF映画「Logan's Sanctuary」のサウンドトラックと銘打ち、ブライアン・レイツェルとアルバムを共作（ジェイソン・フォークナーも2曲に参加）。その後3人で、エレポップ・ユニットティーヴィー・アイズを結成。2003年にはロサンゼルスでライヴを行っている。
- 2006年、4年の歳月をかけてつくられた待望のソロアルバム『ソリッド・ステイト・ウォーリアー』を日本先行リリース。アメリカでは一部の収録曲を入れ替え、The Land Of Pure Imaginationのタイトルでリリースされた。同年7月にフジ・ロック・フェスティバルに出演。10月には東京・大阪での単独来日公演も実現。
- 2007年、マリブ名義でエレポップ・アルバム『ロボ・サピエンス』を発表。5月には、東京・代官山で行われたイベントに招かれ、パフォーマンスを行う。
- 2008年、セカンド・ソロアルバム『キャットニップ・ダイナマイト』をリリース。アルバム収録曲のうち3曲は、同年2月に行われたローランドのイベントでいちはやく披露された。7月にはフジ・ロック・フェスティバルに出演。"That Is Why"ではジェイソン・フォークナーが飛び入り参加し、オーディエンスを熱狂させた。
- 2018年、４曲入りEP『Glamping』をリリース。
- 2020年、ジェリーフィッシュの後期メンバーのティム・スミス、エリック・ドーヴァーと一緒に新バンド、リケリッシュ・クォーテットを結成し、EP『Threesome Vol. 1』をリリース。2021年には『Threesome Vol. 2』をリリースした。2022年5月に『Threesome Vol. 3』を発売予定。
- 2023年、15年ぶりの新アルバム『Radio Daze & Glamping』を海外で9月22日発売。リリース元はOmnivore Recordings。

## ディスコグラフィ

### ビートニク・ビーチ
- Beatnik Beatch (1988)

### ジェリーフィッシュ
- ベリーバトゥン - Bellybutton  (1990)
- こぼれたミルクに泣かないで - Spilt Milk (1993)

### インペリアル・ドラッグ
- インペリアル・ドラッグ - Imperial Drag  (1996/6/21)

### ムーグ・クックブック
- ムーグ・クックブック - The Moog Cookbook  (1996/9/1)
- 宇宙バンドのクラシック・ロック - Ye Olde Space Bande  (1998/3/21)
- Bartell  (2005)

### リケリッシュ・クォーテット
- Threesome Vol. 1 (2020）
- Threesome Vol. 2 (2021）
- Threesome Vol. 3 (2022）

### ソロ・アルバム
- ソリッド・ステイト・ウォーリアー - Solid State Warrior (2006/2/22)
  1. ザ・ランド・オブ・ピュア・イマジネーション The Land Of Pure Imagination
  2. トゥー・レイト・フォー・アス・ナウ Too Late For Us Now
  3. ウィッシュ・イット・ウッド・レイン Wish It Would Rain
  4. ザ・ルーザー The Loser
  5. サンドマン Sandman
  6. ホワット・ユー・ドント・ノウ・アバウト・ザ・ガール What You Don't Know About The Girl
  7. ドラゴンフライ Dragonfly
  8. クリープル・ピープル Creeple People
  9. スリープ・チルドレン Sleep Children
  10. ユー・ワー・ライト You Were Right
  11. ティル・ウイ・ミート・アゲイン Til We Meet Again

- The Land Of Pure Imagination (2006)
  1. The Land of Pure Imagination
  2. Too Late for Us Now
  3. Wish It Would Rain
  4. The Loser
  5. Sandman
  6. Pray for the Many
  7. Dragonfly
  8. Creeple People
  9. In the Name of Romance
  10. You Were Right
  11. Appleby

- キャットニップ・ダイナマイト - Catnip Dynamite (2008/3/19)
  1. ザ・クイックニング The Quickening
  2. ウタカタの恋 Love's Never Half As Good
  3. ダウン・イン・フロント Down in Front
  4. マイ・ガール My Girl
  5. イマジナリー・フレンド Imaginary Friend
  6. ホーンテッド・ヘンリー Haunted Henry
  7. ティンセル・タウン Tinsel Town
  8. ザ・ターンスタイル・アット・ヘヴンズ・ゲート Turnstile at Heaven's Gate
  9. サヴァイバル・マシーン Survival Machine
  10. リヴィング・イン・エンド・タイムス Living in the End Time
  11. ドライヴ・スルー・ガール Drive Thru Girl
  12. アメリカン・アフルエンザ American Affluenza

- Catnip Dynamite(2009/2/3)
  1. The Quickening
  2. Love's Never Half As Good
  3. Down In Front
  4. My Girl
  5. Imaginary Friend
  6. Haunted Henry
  7. Tinsel Town
  8. The Turnstile at Heaven's Gate
  9. Survival Machine
  10. Living in End Times
  11. Drive Thru Girl
  12. Europa and the Pirate Twins
  13. You Were Right
  14. Love Lies Bleeding

<12-14:Bonus Tracks - Live From Fuji Rock, Japan>
- Glamping EP(2018)

1. Operator
2. Funhouse
3. Is It All A Dream?
4. I’m Not Your Cowboy
5. What You Don't Know About The Girl (Live)
6. Operator (Live)
7. Creeple People (Live)

- Radio Daze & Glamping(2023)

1. I FEEL GOOD, BAD, FINE
2. ROCKIN’ IT OUR WAY
3. I’M STARTIN’ A BAND
4. ON OUR WAY TO THE MOON
5. OPERATOR
6. FUNHOUSE
7. IS IT ALL A DREAM
8. I’M NOT YOUR COWBOY
9. WHAT YOU DON’T KNOW ABOUT THE GIRL (Live)
10. OPERATOR (Live)
11. CREEPLE PEOPLE (Live)
12. DOWN IN FRONT (Live)
13. TOO LATE FOR US NOW (Live)
14. I’M NOT YOUR COWBOY (Live)
15. I’M STARTIN’ A BAND (Instrumental)
16. ON OUR WAY TO THE MOON (Instrumental)

### マリブ名義
- ロボ・サピエンス - Robo-Sapiens (2007/4/18)

### ティーヴィー・アイズ
- ティーヴィー・アイズ - TV Eyes (2006/10/25)

### サウンドトラック
- Logan's Sanctuary (2000)

映画「Logan's Sanctuary」は、1976年公開の映画「2300年未来への旅 - Logan's Run」の続編という設定。
- ロスト・イン・トランスレーション オリジナル・サウンドトラック - Lost in Translation (2003/10/16)

"On the Subway"、"Shibuya"、"50 Floors Up"の3曲をブライアン・レイツェルと共作。

### 主な参加作品
- リンゴ・スター『Time Takes Time』(1992)
- カーラズ・フラワーズ(マルーン5の前身バンド)『The Fourth World』(1997)
- ベック『Mutations』(1998)
- ベック『Midnite Vultures』(1999)
- ブリンク 182『Enema of the State』(1999)
- メラニー・ C『Northern Star』(1999)
- グリーン・デイ『Warning』(2000)
- MxPx『The Ever Passing Moment』(2000)
- エール『10 000 Hz Legend』(2001)
- ブリンク 182『Take Off Your Pants and Jacket』(2001)
- オーケー・ゴー『OK Go』(2001)
- シェリル・クロウ『C'mon C'mon』(2001)
- スウェード『A New Morning』(2001)
- ザ・ヴァインズ『Highly Evolved』(2001)
- ベック『Sea Change』(2002)
- ブリンク 182『Blink-182』(2003)
- ジェット 『Get Born』(2003)
- ザ・コアーズ『Borrowed Heaven』(2004)
- フィオナ・アップル『Extraordinary Machine』(2004)
- ジョニー・キャッシュ『My Mother's Hymn Book』(2004)
- リサ・マリー・プレスリー『Now What』(2004)
- マーズ・ヴォルタ『Frances the Mute』(2004)
- モリッシー『You Are the Quarry』(2004)
- ニール・ダイアモンド『12 Songs』(2004)
- シャキーラ『Fijación Oral Vol. 1』(2004)
- スカイ・スウィートナム『Noise from the Basement』(2004)
- ウィルソン・フィリップス『California』(	2004)
- ベック『Guero』(2005)
- ジェイソン・ムラーズ『Mr. A-Z』(2005)
- ジョニー・キャッシュ『American IV: The Man Comes Around』(2005)
- マーク・オーエン『How the Mighty Fall』(2005)
- シェリル・クロウ『Wildflower』(2005)
- ニール・ザザ『When Gravity Fails』(2006)

## 影響を受けたミュージシャン
シカゴ、キッス、レッド・ツェッペリン、ザ・ビーチ・ボーイズ 、イエス、ジェネシス、キング・クリムゾン、パット・メセニー、ハービー・ハンコック、ジャン＝リュック・ポンティ、チック・コリア、フランク・ザッパ、エマーソン・レイク・アンド・パーマー、ブライアン・イーノ、ロキシー・ミュージック、スティーリー・ダン、マハヴィシュヌ・オーケストラ、ギャング・オブ・フォー、トーマス・ドルビー、ピーター・ガブリエル、トーキング・ヘッズ、エルヴィス・コステロ、バズコックス、デッド・ケネディーズ、トーク・トーク、ダムド、 XTC、ティアーズ・フォー・フィアーズ、スイサイダル・テンデンシーズ、マッドネス、ウォール・オブ・ブードゥー